# Leo von Miltitz
Alfred Leo Freiherr von Miltitz (* 5. Juli 1882 auf Schloss Siebeneichen; † 25. Februar 1946 im Speziallager Nr. 1 Mühlberg) war ein deutscher Jurist, Amtshauptmann und Landrat.

## Leben und Wirken
Er stammte aus der in den Freiherrenstand erhobenen sächsischen Adelsfamilie von Miltitz und war der Sohn des sächsischen Kammerherrn Alfred Freiherr von Miltitz auf Siebeneichen und dessen Ehefrau Agnes geborene Gräfin Vitzthum von Eckstädt. Nach Schulbesuch und Studium der Rechtswissenschaften legte er am 18. Juni 1912 die juristische große Staatsprüfung ab. Danach war er im öffentlichen Dienst als Regierungsrat tätig.
Im Januar 1933 wurde er als Amtshauptmann der Amtshauptmannschaft Dippoldiswalde im sächsischen Osterzgebirge eingesetzt.  Er blieb dort, ab 1. Januar 1939 mit der neuen Amtsbezeichnung Landrat, bis unmittelbar vor dem Ende des Zweiten Weltkrieges im Amt. Im April 1945 fiel er beim sächsischen Reichsstatthalter Martin Mutschmann in Ungnade, der ihn daraufhin kündigte.